# سد كوتشي
سد كوتشي  هو سد الجاذبية يقع في محافظة ميه في اليابان، ويستخدم السد للسيطرة على الفيضانات. تبلغ مساحة مستجمعات السد 9.2 كيلومتر مربع، ويحجز السد حوالي 13 هكتارًا من الأراضي عند امتلائه يمكنه تخزين 761 ألف متر مكعب من المياه. بدأ بناء السد عام 1951 واكتمل عام 1963. 